# آدیداس روتیرو
آدیداس روتیرو (به پرتغالی: Adidas Roteiro تلفظ پرتغالی:[ʁuˈtɐjɾu]) یک توپ فوتبال ساخته شرکت آلمانی آدیداس است. این توپ رسمی بازی‌های جام ملت‌های اروپا ۲۰۰۴ در پرتغال بود و بعدها، توپ رسمی مسابقات جام ملت‌های آسیا ۲۰۰۴ بود که یک ماه بعد در چین برگزار شد. «روتیرو» در زبان پرتغالی به معنای «نقشه راه» یا «نمودار ناوبری» است و اشاره‌ای به کشفیات انجام شده توسط پرتغالی‌ها در قرن ۱۵ و ۱۶ به ویژه توسط واسکو دو گاما بود. این توپ توسط آدیداس ساخته شده و در تاریخ ۱ دسامبر ۲۰۰۳ (۱۰ آذر ۱۳۸۲) در لیسبون رونمایی شد.
برای اولین بار در یک تورنمنت بزرگ فوتبال، تک تک توپ‌ها در یورو ۲۰۰۴ برای هر بازی شخصی سازی شد. توپ‌های روتیرو نام تیم‌های مسابقه، تاریخ، نام ورزشگاه و طول و عرض جغرافیایی نقطه مرکز زمین را بر روی خود نقش کرده بودند. این اولین توپی بود که یک تکنیک نوآورانه تولید پیوند حرارتی را که توسط آدیداس توسعه یافته‌بود، به نمایش آورد. آدیداس ۲۳۰۰ توپ برای بازی‌ها و جلسات تمرینی برای این تورنمنت تأمین می‌کرد.

## مشخصات فنی
- لبه‌های پنل پیوندی حرارتی. چسب ویژه بادوام و مقاوم در برابر آب. بدون دوختن.
- طراحی پنل: مواد سطحی ترکیبی پی‌یو برای حداکثر مقاومت در برابر سایش.
- فناوری نوآورانه کرکس.
- کیسه لاتکس طبیعی درجه بالا.